# Седма жртва
Седма жртва (енгл. The Seventh Victim) је амерички хорор филм ноар из 1943. године, режисера Марка Робсона, у коме главне улоге тумаче Том Конвеј, Џин Брукс, Изабел Џуел, Ким Хантер и Хју Бомонт. Сценарио су написали Девит Бодин и Чарлс О'Нил, а продуцирао га је Вал Лутон. Филм се фокусира на младу жену која открива подземни култ обожаватеља ђавола у Гринич Вилиџу у Њујорку, док трага за својом несталом сестром. Ово је Робсонов редитељски деби и први филм у коме је Ким Хантер глумила.
О'Нил је написао сценарио као мистерију убиства, смештену у Калифорнију, која прати жену коју лови серијски убица. Бодин је ревидирао сценарио, заснивајући причу на састанку Сатанског друштва коме је присуствовао у Њујорку и постављајући га као преднаставак филма Људи мачке (1942), а Конвеј је поновио своју улогу др Луиса Џада. Снимање је трајало 24 дана у мају 1943. у студију RKO у Лос Анђелесу.
Објављен 21. августа 1943. године, филм није успео да оствари значајне приходе на биоскопским благајнама и добио је помешане критике критичара, који су сматрали да је његова наративна некохерентност примарна грешка. Касније је откривено да су Робсон и монтажер Џон Локерт уклонили четири значајне сцене из завршне верзије филма, укључујући проширени крај. Упркос мешовитом пријему, постао је култни филм у Енглеској, а запажен од стране критичара због хомоеротичног призвука.

## Радња
Мери Гибсон, млада жена на Академији Хајклиф, скупом интернату, сазнаје да је њена старија сестра, Џеклин, нестала и да месецима није платила Мерину школарину. Стога, директор школе каже Мери да ће морати да напусти академију, али да може да остане ако буде радила као помоћница наставника. Одлучује да оде да пронађе своју сестру, која је власница козметичке компаније Ла Сагесе у Њујорку.
По доласку у Њујорк, Мери открива да је Џеклин осам месеци раније продала свој козметички посао својој помоћници Естер Реди. Џеклинина блиска пријатељица и службеница Ла Сагесеа, Френсис Фалон, тврди да је видела Џеклин недељу дана раније, у италијанском ресторану Данте у Гринич Вилиџу. Мери проналази ресторан и открива да је Џеклин изнајмила собу изнад, али да се није уселила. Мери убеђује власнике да је пусте да види собу, коју налази празну осим дрвене столице и омче изнад ње која виси са плафона. Ово још више забрињава Мери и она постаје одлучнија у намери да пронађе своју сестру. Док је код Дантеа, Мери упознаје Џејсона Хоуга, песника, који јој нуди помоћ у проналажењу сестре.
Мерина истрага је води до неколико особа које су познавале Џеклин, укључујући њеног тајног мужа, адвоката Грегорија Ворда и психијатра, др Луиса Џада. Мери сазнаје да је Џеклин била Џадова пацијенткиња и да је лечена од депресије која је проистекла из њеног чланства у сатанистичком култу познатом као Паладисти и њених каснијих настојања да напусти секту. Џеклин су њене бивше сараднице у Ла Сагесеу, посебно Естер, намамили да се придружи култу.
Мери ангажује приватног детектива Ирвинга Огаста да помогне у проналажењу Џеклин. Када га Мери отпрати у Ла Сагесе после радног времена, Ирвинга насмрт избоде невиђени нападач. Мери бежи у подземну железницу, где види како два формално обучена човека улазе у њен вагон, носећи Ирвингов леш међу собом. Она покушава да упозори полицију, али њих двојица нестају са Ирвинговим телом.
Џад прилази Мери и нуди јој да је одведе у посету Џеклин у његовој резиденцији, где се она скрива. Тамо, Мери накратко среће сестру, која јој показује да буде тиха пре него што поново нестане. Одлучна да остане у Њујорку, Мери се запошљава у вртићу. Нешто касније, Естер проваљује у Мерин стан и суочава се са њом под тушем, тврдећи да је Џеклин убила Ирвинга и позива Мери да се врати у Хајклиф. Мери говори Грегорију и Џејсону шта јој је Естер рекла и они одлучују да лоцирају Џеклин и натерају је да се сама преда полицији због Ирвинговог убиства. Налазе се са Џадом, који их води до Џеклин.
Џеклин прича како је дошло до тога да се придружи паладистима, као и како је нехотице убила Ирвинга, верујући да је он убица којег је култ послао да је убије. (Паладисти имају правило да сваки члан који изда култ мора да умре, и верују да их је Џеклин издала говорећи о култу Џаду, аутсајдеру.)
Чланови култа се окупљају да одлуче о Џеклининој судбини. Она би била седма особа осуђена за издају од оснивања култа. Међутим, култ не верује у директно чињење насиља, сматрајући да је то дозвољено само као последње средство. Уместо тога, они подстичу преступнике да изврше самоубиство. Френсис, због своје дубоке привржености Џеклин, моли чланове култа да је поштеде, али безуспешно.
Култисти киднапују Џеклин и током неколико сати покушавају да је натерају да се убије јер је она ионако дуго показивала самоубилачке тенденције. Нуде јој шољу отрова. Када она одбије да је попије, пуштају ју је да оде, али шаљу убицу за њом. Убица је јури по улицама са ножем, али она му измиче и враћа се у своју изнајмљену собу изнад Дантеа. Истовремено, Џејсон и Џад се суочавају са паладистима, осуђујући их због њихове посвећености злу, и рецитују стихове из молитве Господње као одговор на нихилистичко филозофско објашњење господина Брана (високо рангираног члана култа) за њихову доктрину.
У ходнику своје куће, Џеклин накратко сусреће комшиницу Мими, младу жену која је смртно болесна. Мими признаје Џеклин да се плаши смрти и да планира да вечерас изађе у град. Џеклин улази у свој стан и наизглед се обеси — чује се топот столице која се преврће, али Мими не схвата значај звука док одлази.

## Улоге
| Глумац         | Улога           |
| -------------- | --------------- |
| Том Конвеј     | др Луис Џад     |
| Џин Брукс      | Џеклин Гибсон   |
| Ким Хантер     | Мери Гибсон     |
| Изабел Џуел    | Френсис Фалон   |
| Евелин Брент   | Натали Кортез   |
| Ерфорд Гејџ    | Џејсон Хоуг     |
| Бен Бард       | господин Бран   |
| Мери Њутон     | Естер Реди      |
| Хју Бомонт     | Грегори Ворд    |
| Чеф Милани     | господин Џејкоб |
| Маргерит Силва | Бела Ромари     |
| Џоун Баркли    | Гледис          |
| Воли Браун     | Дерк            |